# Bazens
Bazens település Franciaországban, Lot-et-Garonne megyében. Lakosainak száma 504 fő (2022. január 1.). Bazens Saint-Salvy, Clermont-Dessous, Frégimont, Galapian, Port-Sainte-Marie és Saint-Laurent községekkel határos.

## Népesség
A település népességének változása:
| Lakosok száma | 333  | 372  | 430  | 513  | 529  | 525  | 546  | 538  | 535  | 504  |
|               | 1968 | 1982 | 1990 | 2006 | 2013 | 2015 | 2017 | 2019 | 2020 | 2022 |